# Jovan Miladinović
Jovan Miladinović (en serbio cirílico: Jован Миладиновић; 30 de enero de 1939-11 de septiembre de 1982) fue un futbolista y entrenador serbio. Fue internacional con la selección de Yugoslavia, con quien se proclamó subcampeón de la Eurocopa 1960.

## Carrera profesional
Durante su carrera de club jugó para el FK Partizan y 1. FC Nuremberg. Disputó 17 partidos con el equipo de fútbol nacional de Yugoslavia, y participó en la Eurocopa 1960 de las naciones europeas, en la que el combinado yugoslavo perdió en la final ante la URSS.
Toda su carrera de entrenador estuvo vinculada al FK Partizan, donde trabajó como asistente de varios entrenadores, e incluso llegó a ocupar el puesto de primer entrenador durante dos etapas separadas que duraron unos meses. Estaba casado y tenía dos hijos.